# Jolley
Jolley és una població dels Estats Units a l'estat d'Iowa. Segons el cens del 2000 tenia 54 habitants.

## Demografia
Segons el cens del 2000, Jolley tenia 54 habitants, 28 habitatges, i 12 famílies. La densitat de població era de 173,7 habitants/km².
Dels 28 habitatges en un 21,4% hi vivien nens de menys de 18 anys, en un 35,7% hi vivien parelles casades, en un 10,7% dones solteres, i en un 53,6% no eren unitats familiars. En el 50% dels habitatges hi vivien persones soles el 25% de les quals corresponia a persones de 65 anys o més que vivien soles. El nombre mitjà de persones vivint en cada habitatge era d'1,93 i el nombre mitjà de persones que vivien en cada família era de 2,92.
Per edats la població es repartia de la següent manera: un 22,2% tenia menys de 18 anys, un 11,1% entre 18 i 24, un 20,4% entre 25 i 44, un 27,8% de 45 a 60 i un 18,5% 65 anys o més.
L'edat mediana era de 42 anys. Per cada 100 dones de 18 o més anys hi havia 121,1 homes.
La renda mediana per habitatge era de 24.286 $ i la renda mediana per família de 48.125 $. Els homes tenien una renda mediana de 30.625 $ mentre que les dones 26.250 $. La renda per capita de la població era de 23.268 $. Entorn del 18,2% de les famílies i el 12,3% de la població estaven per davall del llindar de pobresa.

## Poblacions més properes
El següent diagrama mostra les poblacions més properes.